# Lars Lewén
Lars Lewén, né le 7 octobre 1975 à Stockholm, est un skieur acrobatique suédois spécialisé dans les épreuves de skicross.

## Carrière
Il a commencé sa carrière sportive en tant que skieur alpin, puis a opté définitivement pour le skicross durant l'hiver 2002-2003. Il obtient son premier podium à Saas-Fee le 23 novembre 2003 et sa première victoire à Grindelwald le 6 mars 2008. Enchaînant avec deux autres succès lors des manches suivantes, il termine deuxième du classement de la Coupe du monde de skicross derrière le tchèque Tomáš Kraus. En 2014, il a décidé de mettre à terme à sa carrière.

## Palmarès

### Jeux olympiques
Lors de sa seule participation en 2010 à Vancouver, il a terminé au vingt-quatrième rang.

### Championnats du monde
Il a pris part à quatre championnats du monde de 2005 à 2013, réalisant comme meilleur résultat deux cinquième places en 2005 et 2007.

### Coupe du monde
- Meilleur classement général : 5e en 2008.
- Meilleur classement en cross : 2e en 2008.
- 10 podiums dont 5 victoires

#### Détails des victoires
| Édition / Épreuve | Skicross                                   |
| 2008              | Grindelwald Meiringen-Hasliberg Valmalenco |
| 2009              | Lake Placid Branäs                         |